# Carlinda
Carlinda est une municipalité brésilienne située dans l'État du Mato Grosso.